# Optima (czcionka)

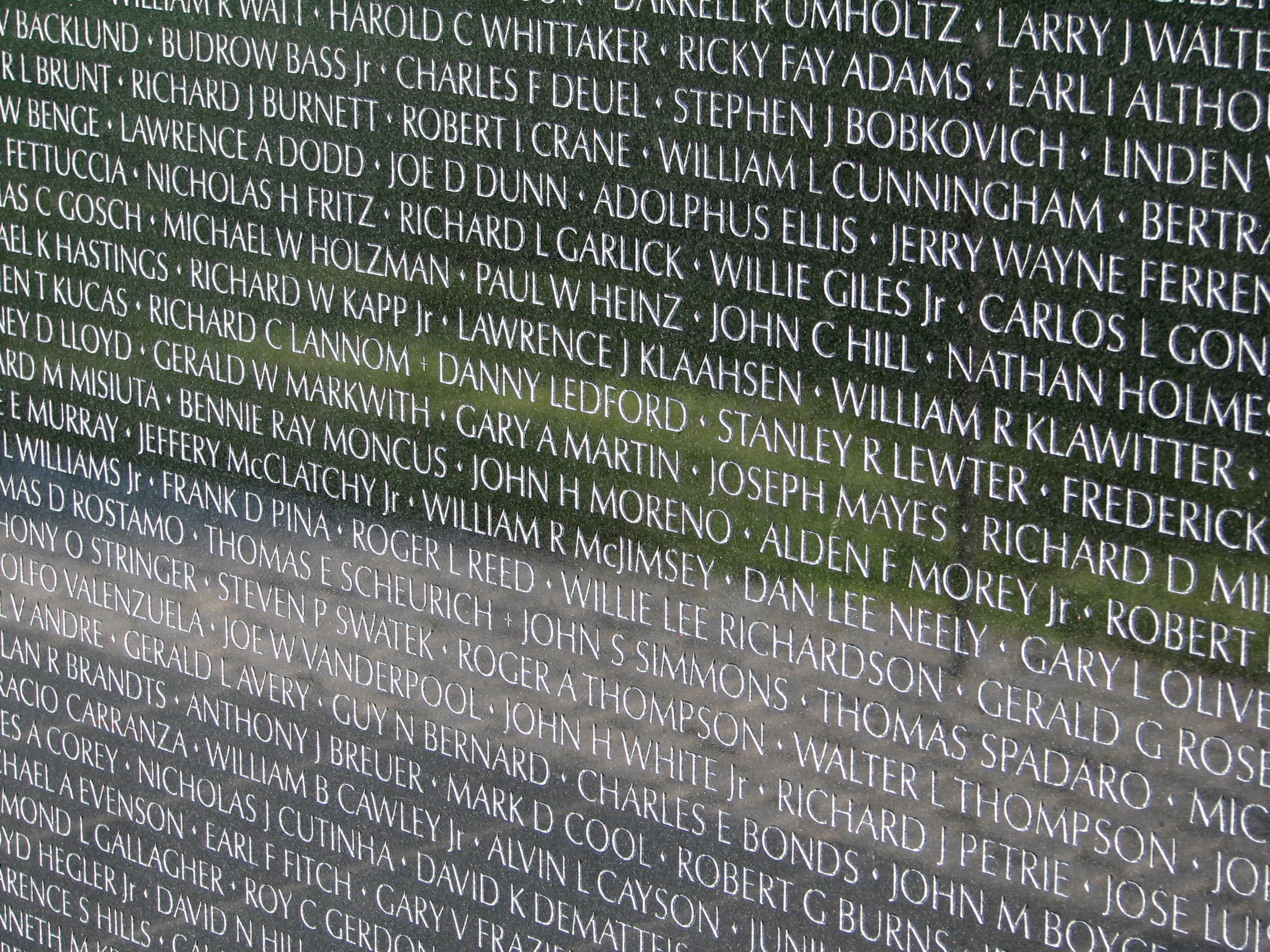
Przykład użycia kroju pisma Optima - Vietnam Veterans Memorial w Stanach Zjednoczonych

Optima to humanistyczny bezszeryfowy krój pisma zaprojektowany przez Hermanna Zapfa. Powstawał między 1952 a 1958 dla odlewni czcionek D. Stempel AG we Frankfurcie nad Menem.
Klasyfikowana jako bezszeryfowa, posiada jednak przewężenia środkowych części kresek głównych oraz delikatne rozszerzenia podstaw i wierzchołków, nazywane ukrytymi lub skrytymi szeryfami, inspirowane greckimi (antycznymi) i włoskimi (renesansowymi) inskrypcjami rytymi w kamieniu.
Optima została zaprojektowana jako krój uniwersalny, który równie dobrze można zastosować jako pismo dziełowe lub pismo akcydensowe.

## Historia

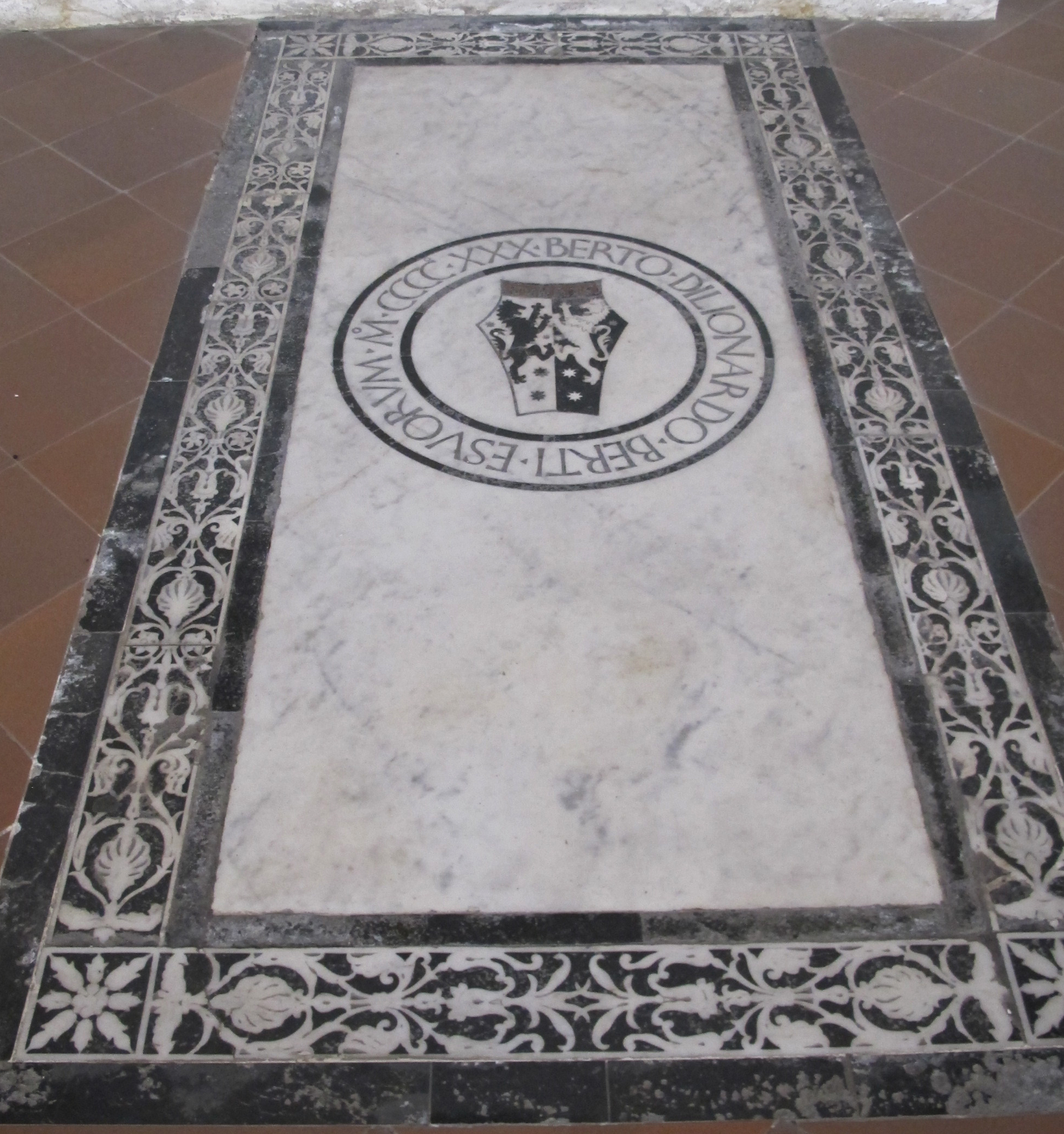
Nagrobek w bazylice Santa Croce we Florencji, którym inspirował się Zapf tworząc nowy krój pisma

W 1950 roku Zapf zobaczył w bazylice Santa Croce we Florencji renesansową płytę nagrobną, na której wyryte były litery pochodzące z krojów antykw renesansowych. Było to dla niego zachwycającym odkryciem, które zainspirowało go do stworzenia nowego kroju pisma. Ciekawym w tej historii jest również to, że pierwsze szkice wykonał na banknocie o nominale 1000 lirów.
Pierwsze próby stworzenia czcionek tego kroju pisma odbyły się dopiero w 1952, po ukończeniu prac wstępnych przez Zapfa. Dopiero w 1958 odlano pismo na czcionkach do składu ręcznego, a w 1960 na matrycach linotypowych.

### Technologia
Jednym z problemów, na jakie trafił Zapf, było stworzenie pochyłej wersji kroju, co wymagałaby prawdopodobnie takiego samego nakładu pracy jak jej wersja podstawowa. Twórca kroju pisma dowiedział się jednak o studiu Photo-Lettering Inc., działającym w Nowym Jorku, które tworzyło formy liter przy pomocy procesu fotograficznego zakrzywiającego obraz. Studio pomogło projektantowi, co zaoszczędziło jego czas.
Technologia lat 50. wymuszała określoną i stałą szerokość wszystkich czcionek w kroju. Ograniczało to możliwości projektowe i obligowało do ustępstw wobec wizji twórcy. W związku z tym również Zapf musiał rozciągnąć litery pochyłego pisma, które miały mieścić się w tej samej szerokości, co litery proste i pogrubione.

### Optima Nova
Po około 50 latach od ukazania się Optimy w formie czcionek, Zapf postanowił przerysować swój krój pisma na nowo, by móc stworzyć taki, na jakim mu zależało od początku. Teraz nie ograniczała go już technologia produkcji matryc linotypowych. W ten sposób stworzył cyfrową wersję kroju pisma. Współpracował przy tej okazji z Akirą Kobayashim.
Optima Nova jako rodzina fontów ukazała się w 2003.